# Phase à élimination directe de la Coupe du monde de rugby à XV 1995
Navigation
Édition 1991 Édition 1999
La phase à élimination directe de la Coupe du monde de rugby à XV 1995 oppose les huit équipes qualifiées à l'issue du premier tour. Ces équipes se rencontrent dans des matches à élimination directe à partir des quarts de finale.

## Tableau
Après la phase de groupe, huit équipes sont qualifiées à raison des deux premiers par groupe :
| Poule A           | Poule B       | Poule C             | Poule D   |
| ----------------- | ------------- | ------------------- | --------- |
| 1. Afrique du Sud | 1. Angleterre | 1. Nouvelle-Zélande | 1. France |
| 2. Australie      | 2. Samoa      | 2. Irlande          | 2. Écosse |

Ces huit équipes se rencontrent en quarts de finale, puis demi-finales et finales (y compris celle pour la troisième place) :
|  | Quarts de finale                             | Quarts de finale                             |                                              |                                              | Demi-finales                          | Demi-finales                          |    |  | Finale                                       | Finale                                       |
|  | Quarts de finale                             | Quarts de finale                             |                                              |                                              | Demi-finales                          | Demi-finales                          |    |  | Finale                                       | Finale                                       |
|  |                                              |                                              |                                              |                                              |                                       |                                       |    |  |                                              |                                              |
|  | 10 juin au Kings Park Stadium, Durban        | 10 juin au Kings Park Stadium, Durban        |                                              |                                              | 17 juin au Kings Park Stadium, Durban | 17 juin au Kings Park Stadium, Durban |    |  | 24 juin à l'Ellis Park Stadium, Johannesburg | 24 juin à l'Ellis Park Stadium, Johannesburg |
|  | 10 juin au Kings Park Stadium, Durban        | 10 juin au Kings Park Stadium, Durban        |                                              |                                              | 17 juin au Kings Park Stadium, Durban | 17 juin au Kings Park Stadium, Durban |    |  | 24 juin à l'Ellis Park Stadium, Johannesburg | 24 juin à l'Ellis Park Stadium, Johannesburg |
|  | France                                       | 36                                           |                                              |                                              | 17 juin au Kings Park Stadium, Durban | 17 juin au Kings Park Stadium, Durban |    |  | 24 juin à l'Ellis Park Stadium, Johannesburg | 24 juin à l'Ellis Park Stadium, Johannesburg |
|  | France                                       | 36                                           |                                              |                                              | 17 juin au Kings Park Stadium, Durban | 17 juin au Kings Park Stadium, Durban |    |  | 24 juin à l'Ellis Park Stadium, Johannesburg | 24 juin à l'Ellis Park Stadium, Johannesburg |
|  | Irlande                                      | 12                                           |                                              |                                              | 17 juin au Kings Park Stadium, Durban | 17 juin au Kings Park Stadium, Durban |    |  | 24 juin à l'Ellis Park Stadium, Johannesburg | 24 juin à l'Ellis Park Stadium, Johannesburg |
|  | Irlande                                      | 12                                           | Afrique du Sud                               | 19                                           |                                       |                                       |    |  | 24 juin à l'Ellis Park Stadium, Johannesburg | 24 juin à l'Ellis Park Stadium, Johannesburg |
|  | 10 juin à l'Ellis Park Stadium, Johannesburg |                                              | Afrique du Sud                               | 19                                           |                                       |                                       |    |  | 24 juin à l'Ellis Park Stadium, Johannesburg | 24 juin à l'Ellis Park Stadium, Johannesburg |
|  |                                              | France                                       | 15                                           |                                              |                                       |                                       |    |  | 24 juin à l'Ellis Park Stadium, Johannesburg | 24 juin à l'Ellis Park Stadium, Johannesburg |
|  | Afrique du Sud                               | France                                       | 15                                           | 42                                           |                                       |                                       |    |  | 24 juin à l'Ellis Park Stadium, Johannesburg | 24 juin à l'Ellis Park Stadium, Johannesburg |
|  | Afrique du Sud                               |                                              |                                              | 42                                           |                                       |                                       |    |  | 24 juin à l'Ellis Park Stadium, Johannesburg | 24 juin à l'Ellis Park Stadium, Johannesburg |
|  | Samoa                                        | 14                                           |                                              |                                              |                                       |                                       |    |  | 24 juin à l'Ellis Park Stadium, Johannesburg | 24 juin à l'Ellis Park Stadium, Johannesburg |
|  | Samoa                                        | 14                                           | Afrique du Sud                               | 15                                           |                                       |                                       |    |  |                                              |                                              |
|  | 11 juin au Newlands Stadium, Le Cap          |                                              | Afrique du Sud                               | 15                                           |                                       |                                       |    |  |                                              |                                              |
|  |                                              | Nouvelle-Zélande                             | 12                                           |                                              |                                       |                                       |    |  |                                              |                                              |
|  | Angleterre                                   | Nouvelle-Zélande                             | 12                                           | 25                                           |                                       |                                       |    |  |                                              |                                              |
|  | Angleterre                                   | 18 juin au Newlands Stadium, Le Cap          |                                              | 25                                           |                                       |                                       |    |  |                                              |                                              |
|  | Australie                                    | 22                                           |                                              |                                              |                                       |                                       |    |  |                                              |                                              |
|  | Australie                                    | 22                                           | Nouvelle-Zélande                             | 45                                           |                                       |                                       |    |  |                                              |                                              |
|  | 11 juin au Loftus Versfeld Stadium, Pretoria | 11 juin au Loftus Versfeld Stadium, Pretoria | Nouvelle-Zélande                             | 45                                           | Match pour la 3e place                | Match pour la 3e place                |    |  |                                              |                                              |
|  | 11 juin au Loftus Versfeld Stadium, Pretoria | 11 juin au Loftus Versfeld Stadium, Pretoria |                                              | Angleterre                                   | Match pour la 3e place                | Match pour la 3e place                | 29 |  |                                              |                                              |
|  | Nouvelle-Zélande                             | 48                                           | 22 juin au Loftus Versfeld Stadium, Pretoria | 22 juin au Loftus Versfeld Stadium, Pretoria |                                       |                                       | 29 |  |                                              |                                              |
|  | Nouvelle-Zélande                             | 48                                           | 22 juin au Loftus Versfeld Stadium, Pretoria | 22 juin au Loftus Versfeld Stadium, Pretoria |                                       |                                       |    |  |                                              |                                              |
|  | Écosse                                       | 30                                           |                                              | France                                       | 19                                    |                                       |    |  |                                              |                                              |
|  | Écosse                                       | 30                                           |                                              | France                                       | 19                                    |                                       |    |  |                                              |                                              |
|  |                                              |                                              |                                              |                                              |                                       |                                       |    |  | Angleterre                                   | 9                                            |
|  |                                              |                                              |                                              |                                              |                                       |                                       |    |  | Angleterre                                   | 9                                            |

## Quarts de finale
| 10 juin 1995 | France | 36 – 12 (–) | Irlande | Kings Park Stadium, Durban |
| 10 juin 1995 |        |             |         | Kings Park Stadium, Durban |
| 10 juin 1995 |        |             |         | Kings Park Stadium, Durban |

| 10 juin 1995 | Afrique du Sud | 42 – 14 (–) | Samoa | Ellis Park Stadium, Johannesburg |
| 10 juin 1995 |                |             |       | Ellis Park Stadium, Johannesburg |
| 10 juin 1995 |                |             |       | Ellis Park Stadium, Johannesburg |

| 11 juin 1995 | Angleterre | 25 – 22 (–) | Australie | Newlands Stadium, Le Cap |
| 11 juin 1995 |            |             |           | Newlands Stadium, Le Cap |
| 11 juin 1995 |            |             |           | Newlands Stadium, Le Cap |

| 11 juin 1995 | Nouvelle-Zélande | 48 – 30 (–) | Écosse | Loftus Versfeld Stadium, Pretoria |
| 11 juin 1995 |                  |             |        | Loftus Versfeld Stadium, Pretoria |
| 11 juin 1995 |                  |             |        | Loftus Versfeld Stadium, Pretoria |

## Demi-finales
Le match de Jonah Lomu face à l'Angleterre en demi-finale reste dans les mémoires avec quatre essais et une victoire 45-29 ; il reçoit des louanges de toutes parts dans les commentaires d'après-match et il devient la figure emblématique de la Coupe du monde de rugby à XV 1995,,.
| 17 juin 1995 | Afrique du Sud | 19 – 15 (–) | France | Kings Park Stadium, Durban |
| 17 juin 1995 |                |             |        | Kings Park Stadium, Durban |
| 17 juin 1995 |                |             |        | Kings Park Stadium, Durban |

Le samedi 17 juin 1995, la France en demi-finale est opposée à l'Afrique du Sud, chez elle, dans son stade du Kings Park de Durban. La pelouse est inondée et le coup d'envoi de la partie est retardé. Le match se déroule tout de même mais dans des conditions difficiles, les Springboks gagnent par 19-15 et se qualifient pour la finale. Il est à noter que des doutes furent émis par rapport à l'arbitrage de ce match ; des rumeurs sur le fait que l'arbitre gallois Derek Bevan aurait été acheté firent leurs apparitions après la Coupe du monde.
| 18 juin 1995 | Angleterre | 29 – 45 (–) | Nouvelle-Zélande | Newlands Stadium, Le Cap |
| 18 juin 1995 |            |             |                  | Newlands Stadium, Le Cap |
| 18 juin 1995 |            |             |                  | Newlands Stadium, Le Cap |

## Match pour  la troisième place
(mt : – )
Homme du match :
Points marqués : 
- France : 2 essais de Roumat et Ntamack ; 3 pénalités de Lacroix
- Angleterre : 3 pénalités d'Andrew

Évolution du score :
Arbitre : David Bishop 
Résumé

## Finale
(mt : – )
Homme du match :
Points marqués : 
- Afrique du Sud : 3 pénalités de Stransky et deux drops de Stransky
- Nouvelle-Zélande : 3 pénalités de Mehrtens et un drop de Mehrtens

Évolution du score :
Arbitre : Ed Morrison 
Résumé
Au début du match un avion de South African Airways passe dans le ciel avec inscrit sous lui « Bonne chance Bokke ». La défense des Springboks pour contrer Lomu consista à  placer deux ou trois joueurs sur le grand côté, ne lui laissant ainsi pas d'espace. Aucun essai ne fut marqué et le score était de 9-9 après 80 minutes, Andrew Mehrtens manquant quatre tentatives de drop, dont la dernière à deux minutes de la fin. Chaque équipe marqua une pénalité dans la première partie du temps additionnel et l'Afrique du Sud s'imposa grâce à un drop de Stransky à huit minutes de la fin.
Il fut révélé plus tard que la moitié de l'équipe néo-zélandaise avait été victime d'une intoxication alimentaire deux jours avant la finale. Certains témoignages, comme celui du manager néo-zélandais Colin Meads ou du garde du corps sud-africain chargé de la sécurité des All Blacks, Rory Steyn,, parlent même d'un empoisonnement. L'entraîneur néo-zélandais Laurie Mains embaucha un détective privé qui désigna comme coupable une mystérieuse serveuse dénommée Suzie.
| Afrique du Sud Titulaires André Joubert 15 James Small 14 Japie Mulder 13 Hennie Le Roux 12 Chester Williams 11 Joel Stransky 10 Joost van der Westhuizen 9 Mark Andrews 8 Ruben Kruger 7 Francois Pienaar 6 Hannes Strydom 5 Kobus Wiese 4 Balie Swart 3 Chris Rossouw 2 Os du Randt 1 |  |  |  | Nouvelle-Zélande Titulaires 15 Glen Osborne 14 Jeff Wilson 13 Frank Bunce 12 Walter Little 11 Jonah Lomu 10 Andrew Mehrtens 9 Graeme Bachop 8 Zinzan Brooke 7 Josh Kronfeld 6 Mike Brewer 5 Robin Brooke 4 Ian Jones 3 Olo Brown 2 Sean Fitzpatrick 1 Craig Dowd |